# Paramount Pictures

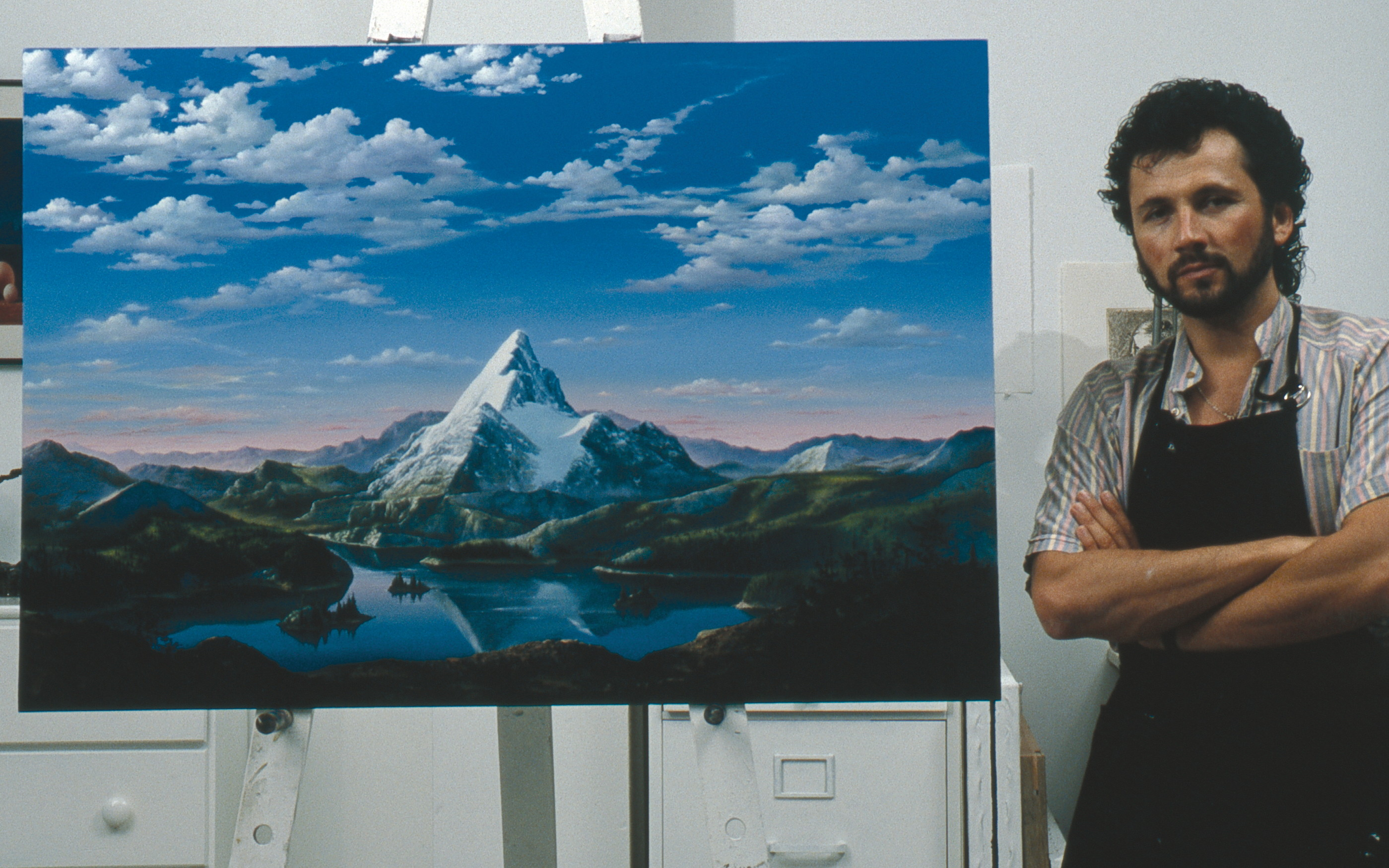
Художник Даріо Campanile перед картиною, створеною ним логотип-редизайн для Paramount Studios з нагоди її 75-річчя. Картина була використана як джерело для подальшої анімації логотипу. Оригінал розташований на дисплеї на Paramount Studios

«Paramount Pictures Corporation» (Парамаунт Пікчерз Корпорейшн) — американська кінокомпанія, розташована у Голлівуді, штат Каліфорнія. Була заснована в 1912 році та є найстарішою студією, що займається виробленням кінофільмів. Також це остання кіностудія, штаб-квартира якої розташована у районі Голлівуд. У наш час[коли?] управлінням Парамаунт займається конгломерат «ViacomCBS».
Серед найбільш комерційно успішних кінофраншиз Paramount — «Зоряний шлях», «Місія нездійсненна» та «Трансформери». Крім того, бібліотека студії включає багато індивідуальних фільмів, таких як «Хрещений батько» і «Титанік», які стали найкасовішими фільмами всіх часів і народів під час своїх перших релізів. Paramount Pictures є членом Американської асоціації кінокомпаній (MPA) і входила до «Великої п'ятірки» кіностудій за часів золотого віку Голлівуду.